# All Aboard the Skylark
All Aboard the Skylark è un album in studio del gruppo musicale britannico Hawkwind, pubblicato nel 2019. 

## Tracce

### Disco 1
1. "Flesh Fondue" – 5:03
2. "Nets of Space" – 3:03
3. "Last Man on Earth" (Magnus Martin) – 5:01
4. "We Are Not Dead... Only Sleeping" – 3:21
5. "All Aboard the Skylark" (Brock, Martin, Niall Hone, Richard Chadwick) – 5:26
6. "65 Million Years Ago" – 4:11
7. "In the Beginning" – 2:00
8. "The Road To..." – 5:13
9. "The Fantasy of Faldum" (Martin) – 9:15

### Disco 2:Acoustic Daze
1. "Psi Power" (Brock, Robert Calvert) – 5:16
2. "Hymn to the Sun" (Martin) – 2:49
3. "The Watcher" (Ian Kilmister) – 4:54
4. "Generation Door" – 0:41
5. "Age of the Micro Man" (Brock, Calvert) – 5:08
6. "Intro the Night" (Martin) – 2:11
7. "Down Through the Night" – 6:12
8. "Flying Doctor" (Brock, Calvert) – 5:47
9. "Get Yourself Together" – 7:00
10. "Ascent of Man" – 5:04
11. "We Took the Wrong Step Years Ago" – 3:53

## Formazione
Hawkwind
- Dave Brock – voce, chitarra, tastiere, sintetizzatore, armonica
- Magnus Martin – voce, chitarra, tastiere, viola
- Niall Hone – basso (disco 1)
- Richard Chadwick – batteria, percussioni, voce

Musicisti aggiunti
- Michal Sosna – sassofono ("Last Man On Earth", "All Aboard The Skylark", "Get Yourself Together" and "Ascent of Man")
- Haz Wheaton – basso (disco 2)
- Mr Dibs (Jonathan Darbyshire) – voce ("Flying Doctor"), voce aggiuntiva ("Get Yourself Together", "Ascent of Man" and "We Took The Wrong Step Years Ago")

Staff
- Produttore – Hawkwind
- Artwork – Martin Krel
- Layout – Meriel Waissman